# Żemtała
Żemtała (ros. Жемтала) – wieś w Rosji, w Kabardo-Bałkarii, w rejonie czeriekskim. W 2010 liczyła 3260 mieszkańców.